# Jiří Antonín z Thurn-Valsassiny
Jiří Antonín František Václav hrabě Thurn-Valsassina-Como-Vercelli (německy Georg Anton Franz Wenzel Graf von Thurn-Valsassina-Como-Vercelli, 3. ledna 1788, Praha – 9. února 1866, Vídeň) byl česko-rakouský šlechtic z rodu Thurn-Valsassina, generál a diplomat. V armádě se vyznamenal již během napoleonských válek, později postupoval v armádní hierarchii a zastával velitelské posty v různých posádkových městech. Mezitim se uplatnil také v diplomacii a byl vyslancem ve Württembersku (1820–1825). V armádě nakonec dosáhl hodnosti polního zbrojmistra (1851), v závěru života se uplatnil v politických funkcích v Korutansku, kde vlastnil statky (Bleiburg).

## Životopis

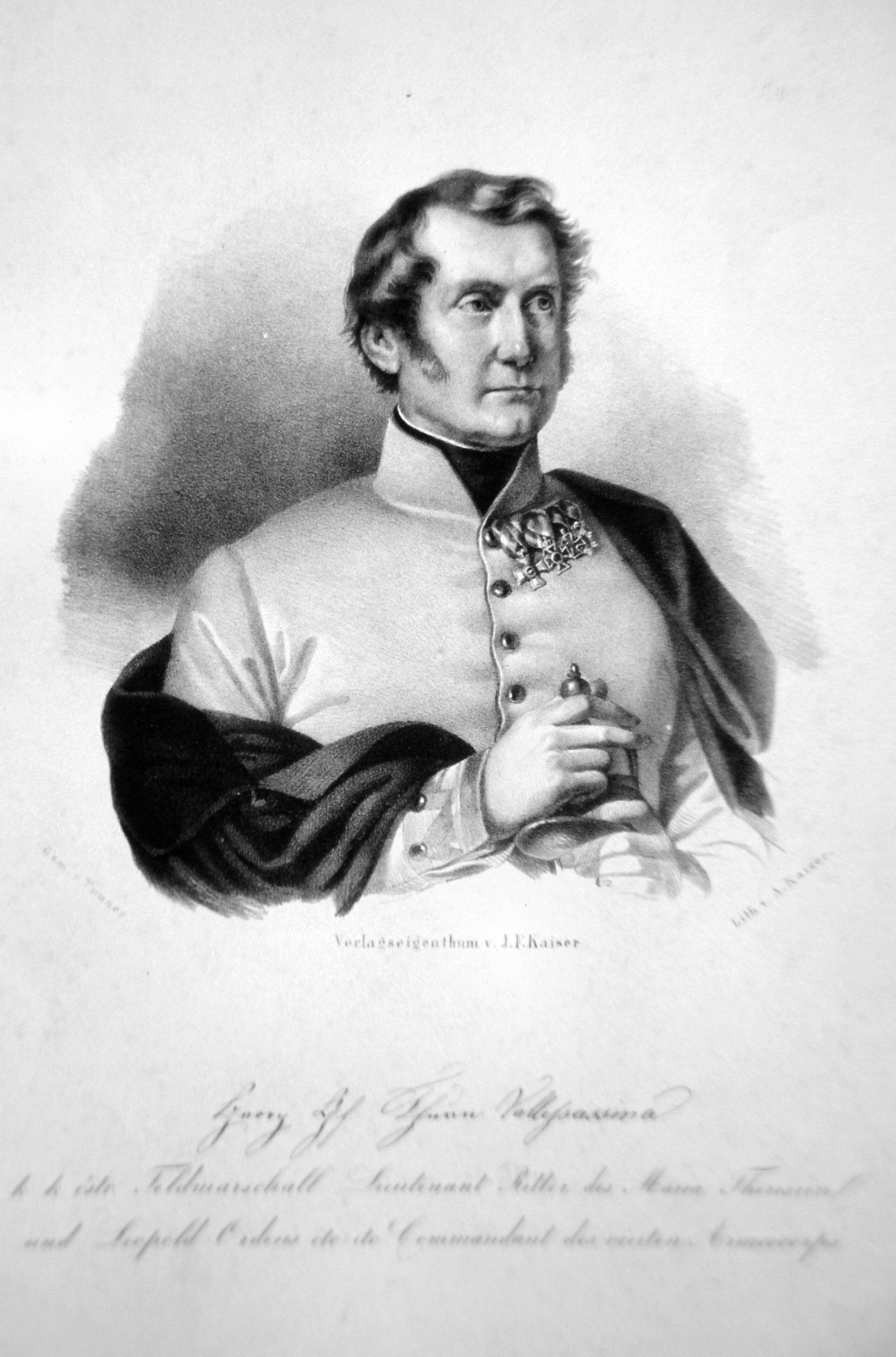
C.k. polní podmaršál Jiří hrabě Thurn-Valsássina (1845)

Pocházel ze starobylého šlechtického rodu Thurnů, byl synem c.k. generálmajora hraběte Františka z Thurn-Valsassiny (1748–1790), matka Marie Anna (1758–1824) patřila k rodině Sinzendorfů. 
Studoval filozofii na univerzitě ve Vídni, v roce 1808 vstoupil do armády jako dobrovolník korutanské zeměbrany, během tažení proti Napoleonovi v roce 1809 dosáhl hodnosti kapitána. Po několika letech mimo službu se znovu zapojil do bojů v roce 1813, v závěru napoleonských válek sloužil v Itálii. V hodnosti majora pobýval v letech 1816–1820 jako vyslanecký tajemník v Petrohradě. V letech 1820–1825 byl rakouským vyslancem ve Württemberském království. Poté se vrátil do armády a jako důstojník generálního štábu měl na starosti zásobování, později byl ředitelem topografického oddělení v Uhrách. V roce 1836 byl povýšen do hodnosti generálmajora a byl velitelem ve Štýrském Hradci (1838–1845), v Budapešti (1845–1847) a znovu ve Štýrském Hradci (1847–1848). Mezitím dosáhl hodnosti polního podmaršála (1846). 
V revolučních letech 1848–1849 bojoval se střídavými úspěchy v Itálii. Jako velitel 8. armádního sboru byl od roku 1850 velitelem v rakouských zemích a v roce 1851 byl povýšen na polního zbrojmistra. V letech 1852–1860 byl předsedou senátu Nejvyššího vojenského soudního dvora, poté odešel do penze. V roce 1861 byl krátce poslancem korutanského zemského sněmu, od dubna do července 1861 byl v Korutanech krátce také zemským hejtmanem, ještě téhož roku se stal dědičným členem rakouské panské sněmovny.
Již za napoleonských válek byl vyznamenán Leopoldovým řádem (1814) a rytířským křížem Řádu Marie Terezie (1815), později obdržel velkokříž Leopoldova řádu. Byl též c.k. tajným radou a komořím. Mimoto zastával čestné funkce dědičného nejvyššího zemského hofmistra v Kraňsku, dědičného komořího nad stříbry v Korutanech a dědičného zemského maršálka v hrabství Gorice a Gradiška. Zemřel ve Vídni, pohřben byl v rodové hrobce na hlavním rodovém sídle v Bleiburgu.

### Manželství a rodina

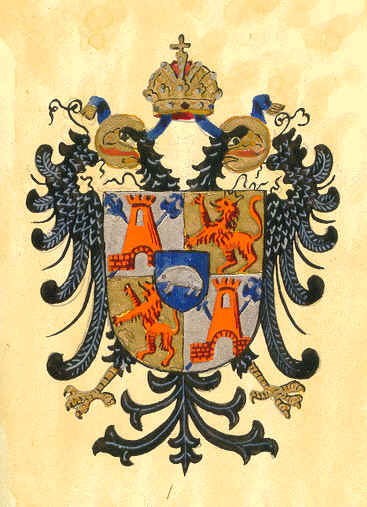
Erb rodu Thurn-Valsássina

Jeho manželkou byla od roku 1833 hraběnka Marie Emílie Chorinská z Ledské (1811–1888), c.k. palácová dáma a dáma Řádu hvězdového kříže, dcera Františka Kajetána Chorinského. Měli spolu čtyři děti, dědicem statků v Korutansku a pokračovatelem rodu byl nejstarší syn Jiří Bedřich (1834–1879). Z potomstva druhorozeného syna Jana Douglase (1835–1904) pocházel diplomat a rakousko-uherský diplomat Douglas Thurn-Valsassina (1864–1939), velvyslanec v Petrohradě.
Jiřího starší sestra Gabriela (1786–1876) byla manželkou hraběte Jana Douglase z Ditrichštejna (1779–1861), posledního potomka hollenburské linie rodu Ditrichštejnů. Jan Douglas byl kmotrem svých dvou synovců a křestní jméno Douglas se objevovalo v dalších generacích nejen u Thurn-Valsassinů, ale později například i u spřízněných Šternberků (Jiří Douglas Sternberg).